# Gnidia genistifolia
Gnidia genistifolia är en tibastväxtart som beskrevs av Adolf Engler och Gilg.. Gnidia genistifolia ingår i släktet Gnidia och familjen tibastväxter. Inga underarter finns listade i Catalogue of Life.